# Marie de Jonge

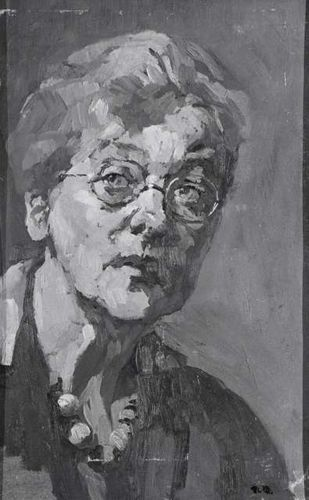
RKD Research Portret van Eva Maria Alida de Jonge (1872–1951)

Eva Maria Alida Marie de Jonge (* 24. Dezember 1872 in Amersfoort; † 19. März 1951 in Zutphen) war eine niederländische Malerin.

## Leben
Marie de Jonge wurde am 24. Dezember 1872 in Amersfoort geboren. Sie wurde an der Rijksakademie van beeldende kunsten in Amsterdam und an der Koninklijke Academie van Beeldende Kunsten in Den Haag ausgebildet und war Schülerin von Lucien Simon und Nicolaas van der Waay. Sie selbst bildete Maria Anna Bleeker, Marianne Franken, Gustave van Kan, Elise Kann, Cornelia Rambonnet und Victoire Wirix aus. Marie de Jonge war Mitglied der Künstlervereinigungen Pulchri Studio, seit 1905 der Kunstenaarsvereniging Sint Lucas und seit 1907 von Arti et Amicitiae und hat regelmäßig an den Ausstellungen der Vereinigungen teilgenommen.

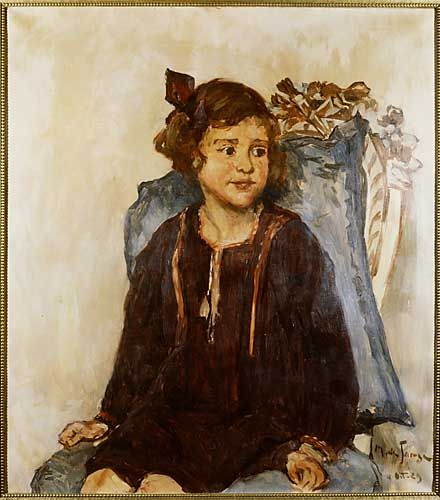
Portrait of Alide Engelina de Jonge (1924- ), 1929 (dated)
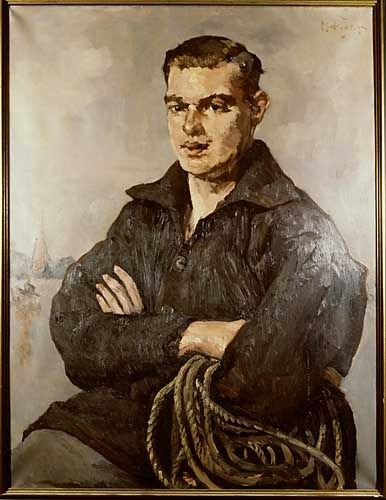
Portrait of Ernst Willem de Jonge (1914–1944)